# Holzengel
Holzengel ist ein Ortsteil der Stadt und Landgemeinde Greußen im Kyffhäuserkreis in Thüringen. 2007 hatte er 224 Einwohner.

## Geografie
Holzengel liegt 18 Kilometer südöstlich von Sondershausen am Wirbelbach. Die Gemarkung befindet sich an der südlichen Abdachung der Hainleite am Rande des Thüringer Beckens. Die verkehrsmäßige Anbindung erfolgt über die Landesstraße 2088 und über die Bundesstraße 4.

## Geschichte

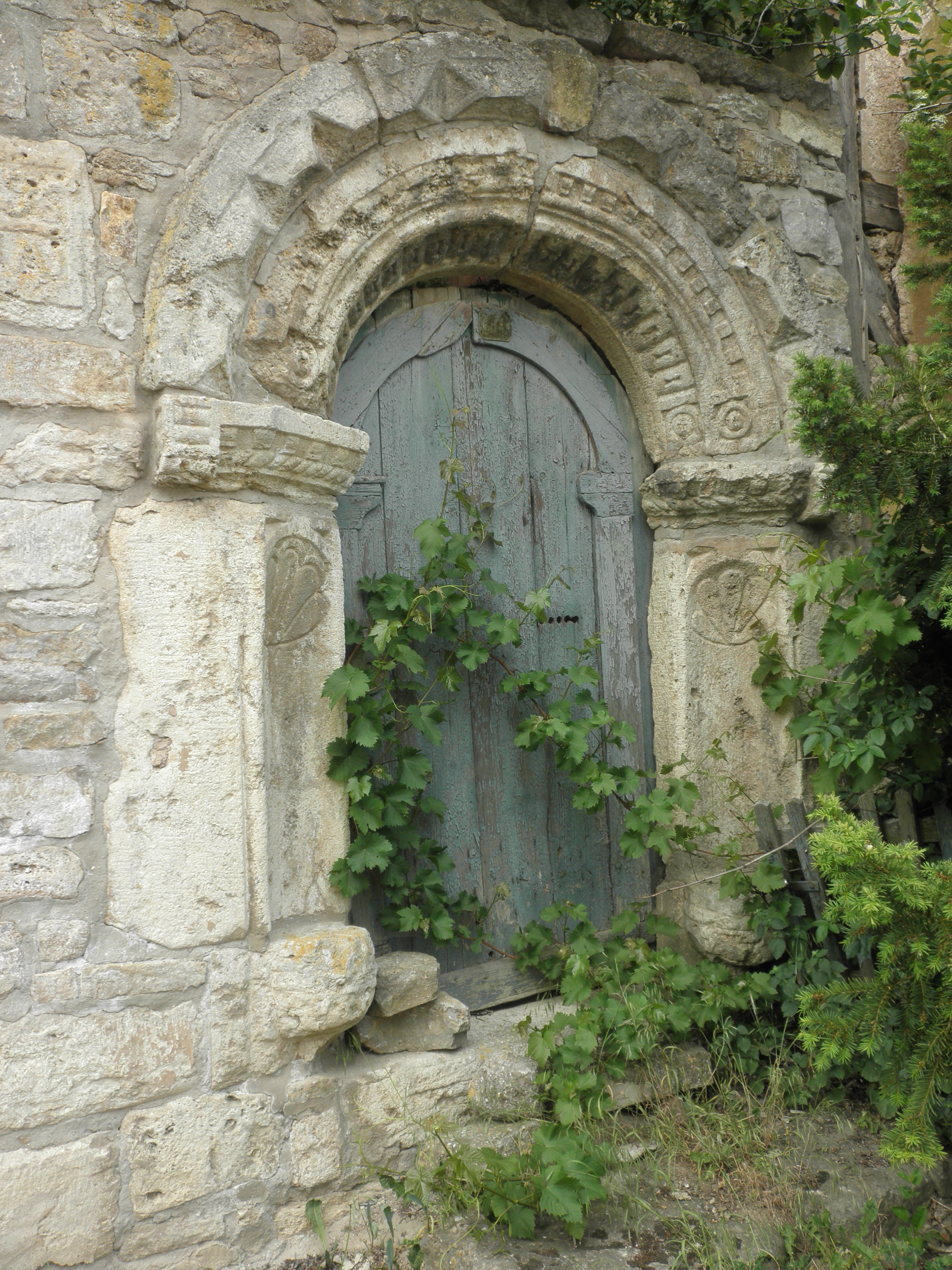
Hoftor in Holzengel

Erstmals wurde Holzengel am 27. Mai 1088 urkundlich erwähnt. Der Wortstamm „engel“ rührt von den germanischen Angeln her, die hier gesiedelt haben. Bis 1918 gehörte der Ort zur Unterherrschaft des Fürstentums Schwarzburg-Sondershausen.
Holzengel wurde 1996 Teil der Stadt Großenehrich, die sich zum 1. Januar 2021 mit der Gemeinde Wolferschwenda und der Stadt Greußen zur neuen Stadt und Landgemeinde Greußen zusammenschloss.

## Politik
Ortsteilbürgermeisterin ist Isolde Straube.

## Sehenswürdigkeiten
Zu den Sehenswürdigkeiten in Holzengel zählt die Kirche St. Trinitatis. Der Vorgängerbau der 1753 neu aufgebauten Kirche war 1747 durch ein Feuer nach einem Blitzschlag vollständig zerstört worden. Im heutigen Kirchenbau findet sich eine umfangreiche Deckenmalerei im Kirchenschiff. Der Kirchhof ist reich an alten Grabdenkmälern. Vor der Kirche steht ein Kriegerdenkmal für die in beiden Weltkriegen gefallenen und vermissten Soldaten aus dem Ort.
In Holzengel befindet sich zudem ein Kalkstein-Sitznischenportal eines vormaligen Freigutes aus dem Jahre 1596.